# 乙酸环己基甲酯
乙酸环己基甲酯是一种有机化合物，化学式为C9H16O2。它可由环己基甲醇和乙酸酐反应制得。它和过氧化叔丁醇、二乙酸碘苯反应，可以得到3-(乙酰氧基甲基)环己酮。它和劳森试剂反应，可以得到硫代乙酸-O-环己基甲酯。